# Armand Bloch
Pour les articles homonymes, voir Armand Bloch (rabbin), Armand Bloch (Grand-rabbin de Saverne) et Bloch.
Armand Lucien Bloch, dit Armand Bloch, né le 1er juillet 1866 à Montbéliard et mort le 5 mars 1932 à Paris, est un sculpteur français.

## Biographie
Fils du sculpteur Maurice Bloch qui avait créé une maison de fonte d'art en 1857, Armand Bloch naît le 1er juillet 1866 à Montbéliard en Franche-Comté. Il entre à l’École des beaux-arts de Paris en 1884 ou il est élève des sculpteurs Alexandre Falguière et Antonin Mercié.
Il expose au Salon des artistes français dès 1885 et en est sociétaire de 1888 à 1932. Il y obtient une médaille d'argent en 1924.
Il travaille dans son atelier parisien, mais conserve des liens étroits avec son pays natal de Montbéliard, où ses frères Léon et Julien ont repris l’entreprise familiale proche de la gare et du château de Montbéliard.

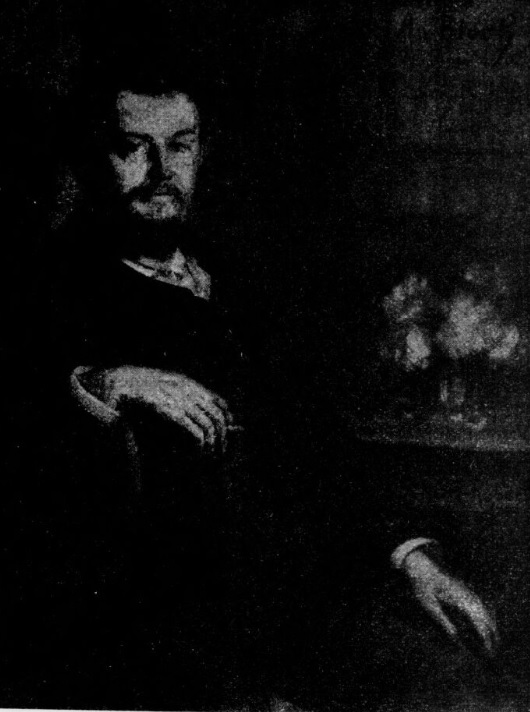
Armand Bloch en 1906.

Avec son père, il exécute le Monument à Pierre-Frédéric Dorian, inaugurée à Montbéliard le 16 octobre 1892, envoyé à la fonte sous le régime de Vichy,. En 1900, il obtient une médaille d'argent à l’Exposition universelle. 
La statue en bronze de son Monument au chevalier de la Barre érigé en 1906 sur le parvis de la basilique du Sacré-Cœur de Montmartre à Paris, puis transféré dans le square Nadar en 1926, fut également envoyée à la fonte durant la Seconde Guerre mondiale,. 

## Œuvres dans les collections publiques
- Montbéliard :
  - musée du Château des ducs de Wurtemberg :
    - Buste de Georges Brétegnier, 1892, plâtre peint ;
    - Buste de Victor Hugo, 1899, bronze ;
    - Supplicié, dit aussi Christ à la colonne ou Christ, fin de la Flagellation, 1902, haut-relief en bois, dépôt du musée d'Orsay[8].

  - place Dorian : Monument à Pierre-Frédéric Dorian, 1892, envoyé à la fonte sous le régime de Vichy.
- Paris :
  - basilique du Sacré-Cœur de Montmartre, parvis : Monument au chevalier de la Barre, 1906, statue en bronze, envoyée à la fonte sous le régime de Vichy.
  - musée d'Orsay :
    - Le Martyr, 1891, statue en bois[9] ;
    - Alexandre Lunois, 1894, buste en bronze[10].
- Roubaix, La Piscine : Masques de peintres, sculpteurs, architectes et graveurs français du XIXe siècle et contemporains, 1913, chêne ciré[11].

Œuvres d'Armand Bloch
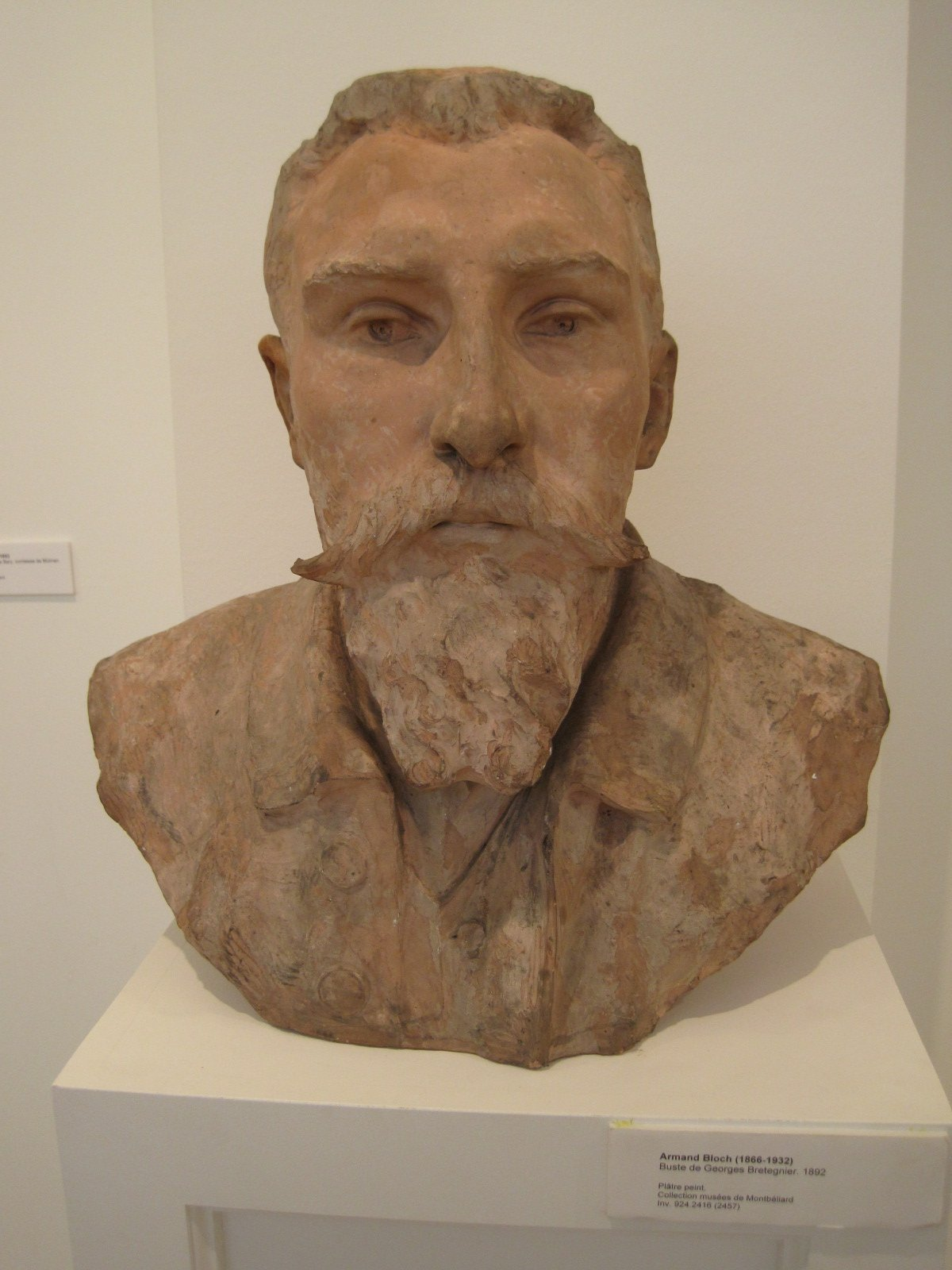
Buste de Georges Brétegnier (1892), plâtre, Montbéliard, musée du Château des ducs de Wurtemberg.
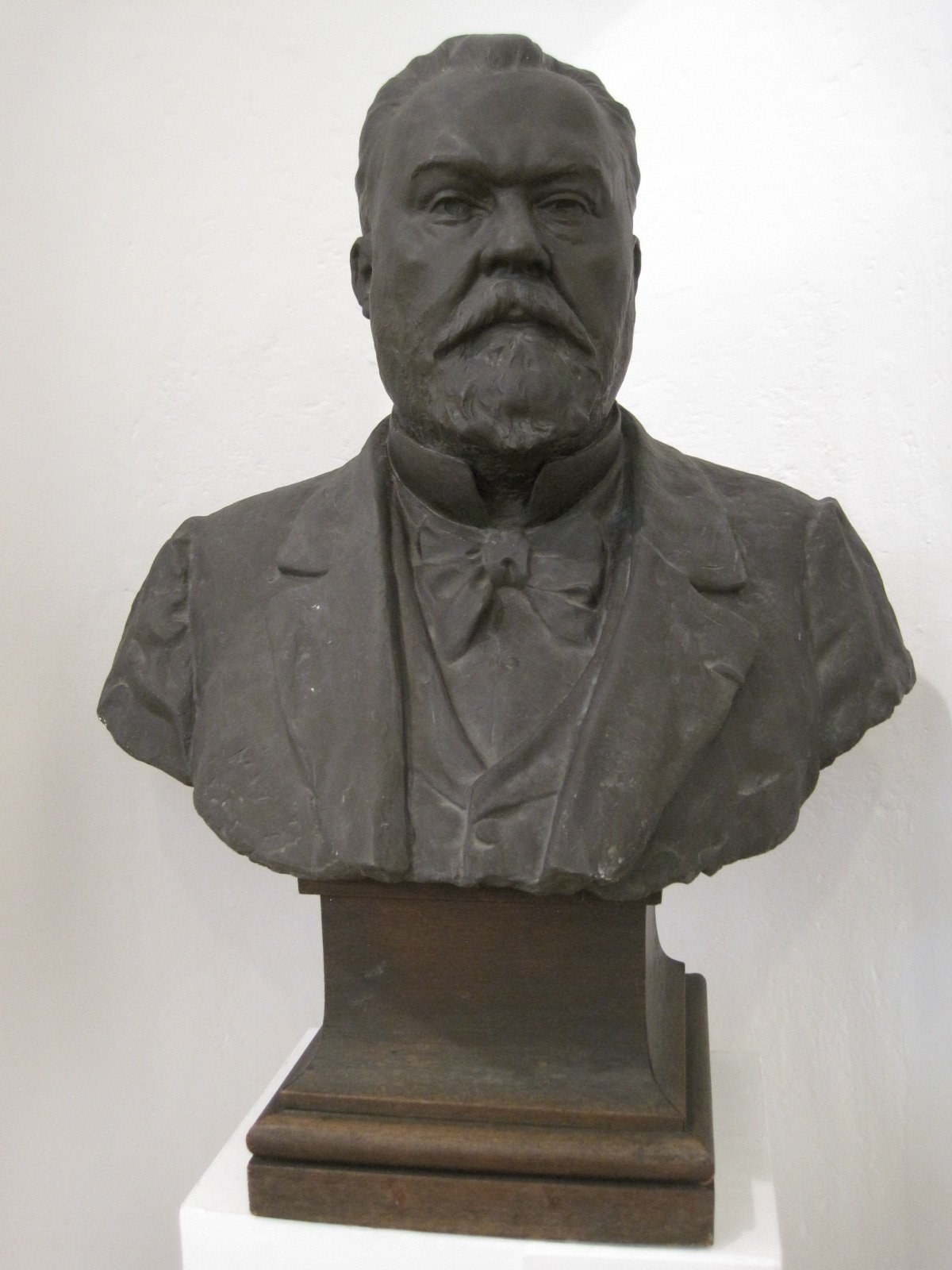
Buste de Victor Hugo (1899), bronze, Montbéliard, musée du Château des ducs de Wurtemberg.
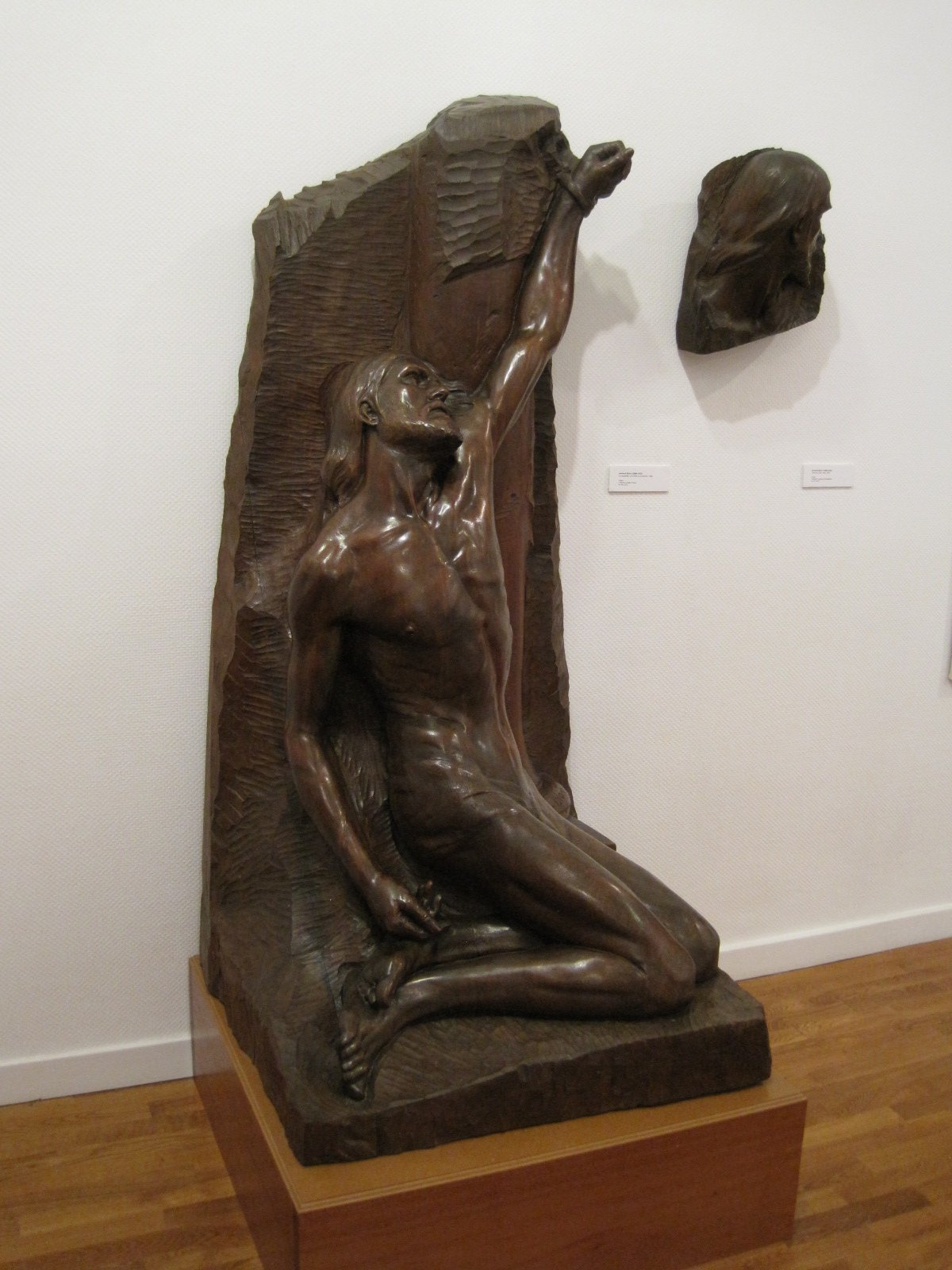
Supplicié (1902), bois, Montbéliard, musée du Château des ducs de Wurtemberg.
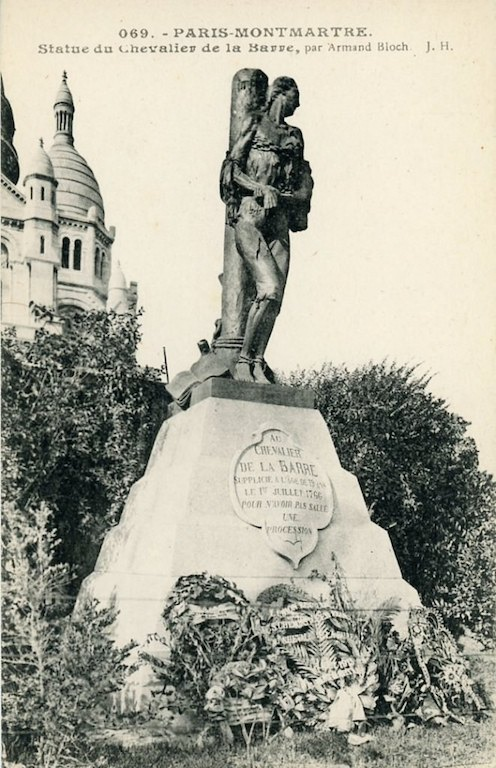
Monument au chevalier de la Barre (1906), Paris, square Nadar. Bronze détruit en 1942.

## Autres œuvres
Après la première guerre mondiale, il est sollicité pour la création de monuments aux morts dans les environs de Montbéliard entre 1919 et 1924 : Abbévillers, Audincourt, Beaucourt, Courtefontaine, Hérimoncourt, Mandeure, Montbéliard (1870 et 1914), Roppe, Saint-Hippolyte, Seloncourt, et le monument (détruit) au Caporal Peugeot.

## Décorations
- Chevalier de la Légion d'honneur en 1931[13]